# Науковий потенціал
Науковий потенціал — система продукування наукових знань, яка охоплює такі складові, а саме: 
- чисельність наукового персоналу і резерв наукових кадрів;
- кваліфікаційний склад наукових працівників та його відповідність вимогам щодо розв'язання завдань соціально-економічного розвитку;
- аспірантуру і докторантуру;
- організаційну структуру наукових колективів та їх науковий рівень;
- фінансові ресурси, які спрямовуються державою на розвиток наукових досліджень, матеріально-технічну та наукову інфраструктури;
- інформаційне забезпечення науки;
- ефективність використання одержаних наукових результатів у  науковій, соціальній та виробничій сферах.